# Atheris acuminata
Atheris acuminata là một loài rắn trong họ Rắn lục. Loài này được Broadley miêu tả khoa học đầu tiên năm 1998.